# Кондозерка
Кондозерка — река в России, протекает по Кондопожскому району Карелии.
Вытекает из Кондозера, впадает в Кедрозеро, через которое протекает Лижма. Длина реки составляет 2 км.
В километре западнее истока реки находится бывшая деревня Кондозеро, в 5 км юго-восточнее устья реки, на противоположном берегу Кедрозера, находится посёлок и станция Новый Посёлок.
Правый приток — Сяргежа.
К бассейну Кондозерки также относится Гавгозеро.

## Данные водного реестра
По данным государственного водного реестра России относится к Балтийскому бассейновому округу, водохозяйственный участок реки — Бассейн Онежского озера без рек Шуя, Суна, Водла и Вытегра, речной подбассейн реки — Свирь (включая реки бассейна Онежского озера). Относится к речному бассейну реки Нева (включая бассейны рек Онежского и Ладожского озера).
Код объекта в государственном водном реестре — 01040100612102000015457.